# Przygoda miłosna
Przygoda miłosna (ang. Love Affair) – amerykański melodramat z 1994 roku. Remake filmu Ukochany z 1939 roku.

## Opis fabuły
Mike Gambril, były gwiazdor futbolu, poznaje Terry McKay. Ich samolot, którym lecą do Sydney, ulega awarii i przymusowo ląduje na atolu na Pacyfiku. Dalszą podróż kontynuują wspólnie, poznając się bliżej i postanawiają spotkać się za trzy miesiące na tarasie Empire State Building po uporządkowaniu swoich dotychczasowych zobowiązań. Ale do spotkania nie dochodzi.

## Obsada
- Warren Beatty – Mike Gambril
- Annette Bening – Terry McKay
- Katharine Hepburn – Ginny
- Garry Shandling – Kip DeMay
- Chloe Webb – Tina Wilson
- Pierce Brosnan – Ken Allen
- Kate Capshaw – Lynn Weaver
- Paul Mazursky – Herb Stillman
- Brenda Vaccaro – Nora Stillman
- Glenn Shadix – Anthony Rotundo
- Barry Miller – Robert Crosley

i inni

## Nagrody i nominacje
Złota Malina 1994
- Najgorszy remake lub sequel – Warren Beatty (nominacja)